# Anders Sifvertsson
Sven-Anders Christer Sifvertsson, född 21 mars 1944 i Karlshamns församling i Blekinge län, död 19 november 2024 i Österåker-Östra Ryds distrikt i Stockholms län, var en svensk militär.

## Biografi
Sifvertsson avlade studentexamen i Kristianstad 1964.[källa behövs] Han avlade officersexamen vid Krigsskolan 1967 och utnämndes samma år till fänrik vid Norra skånska regementet, där han tjänstgjorde till 1980. Han befordrades till kapten 1972, gick Stabskursen vid Militärhögskolan 1976–1978 och befordrades till major 1978. Åren 1980–1987 tjänstgjorde han vid Arméstaben, därav som detaljchef vid Krigsorganisationsavdelningen[källa behövs] 1982–1984 och efter befordran 1984 till överstelöjtnant som chef för Pansaravdelningen 1984–1987. Han var utbildningsledare[källa behövs] vid Södermanlands regemente 1987–1988. År 1988 befordrades han till överste, varefter han var chef för Gotlands regemente och Gotlandsbrigaden[källa behövs] 1988–1992. Därpå var han chef för Analyssektionen i Produktionsledningen vid Arméstaben 1992–1994, befordrad till överste av första graden 1993. Han var 1994–1996 chef för Produktionsavdelningen i Arméledningen vid Högkvarteret tillika ställföreträdande chef för Arméledningen. Åren 1996–1999 var han försvarsattaché vid ambassaden i Bryssel med sidoackreditering vid ambassaderna i Haag och Luxemburg tillika militär representant vid NATO och Västeuropeiska unionen. Sifvertsson var 1999–2000 chef för Samordningsavdelningen vid Högkvarteret.